# معتمدية الشراردة
معتمدية الشراردة إحدى معتمديات الجمهورية التونسية، تابعة لولاية القيروان.
1. 1 2 3 4 5  "المناطق الترابية (العمادات) حسب الولايات والمعتمديات". اطلع عليه بتاريخ 2024-11-30.